# Wilkinson Sword
Wilkinson Sword è un'azienda che produce coltelli e rasoi e, anticamente, spade.
È stata fondata nel 1772 a Londra.
Le linee di produzione del passato più recente della compagnia includevano baionette ed altri oggetti da taglio, come cesoie da giardino e forbici. La compagnia in passato ha inoltre avuto in produzione oggetti meccanici di qualità, come macchine per scrivere, motociclette e pistole.
Nel 1973 Wilkinson Sword si fuse con British Match Corporation formando la nuova compagnia Wilkinson Match. Questa è stata creata per poter meglio competere con la grande rivale della Wilkinson, la americana Gillette.
La società produce direttamente i suoi prodotti in stabilimenti in Regno Unito: in Inghilterra (a Londra, nel quartiere Chelsea, e in Northumberland, a Cramlington), e nel Galles (a Bridgend).
La fabbrica di Acton, per ottimizzazione della produzione, fu chiusa il 15 settembre 2005.
La società appartiene alla Energizer Holdings, acquistata da Pfizer nel 2003.